# Symmetrolestes
Symmetrolestes — вимерлий рід дрібних спалакотерієвих ссавців раннього крейдяного періоду Японії. Рід містить єдиний вид, S. parvus, з річкових відкладень, розташованих у кар'єрі динозаврів у формації Кітадані, поблизу міста Кацуяма, яке лежить уздовж долини річки Сугіямагава. Це було описано Цубамото і Руж'є в 2004 році, зберігаючи голотип у Національному науковому музеї, Токіо, Японія.

## Опис
Типовий екземпляр (NSM PV 20562, голотип) відомий за фрагментом правої щелепи зі збереженим першим різцем і п’ятьма постікловими зубами. Відрізняється від інших спалакотериїд тим, що мав меншу кількість корінних зубів, більшу кількість премолярів і поступовий перехід між премоляриформними та моляриформними. Щелепа тонка і ніколи не досягає висоти зубів більше ніж у 1.5 рази.

## Етимологія
Symmetrolestes означає «симетричний мисливець», корінь Symmetro стосується симетричного аспекту корінних зубів, а корінь lestes означає «мисливець», загальне закінчення таксономічних назв більшості ссавців мезозою, засноване на сумнівних мисливських звичках таких ссавців. Назва виду parvus означає «малий» через його малий зріст.

## Класифікація
Проведений кладистичний аналіз показує, що Symmetrolestes є сестринською групою інших Spalacotheriidae.

## Палеоекологія
Типовий зразок Symmetrolestes був знайдений у баремсько-аптських шарах у формації Кітадані, формація належить до групи Теторі, яка розташована в Центральній Японії. Формація показує широкий спектр фауни, в основному багато видів рослин, таких як цикадні та хвойні дерева, які в основному представлені шишками та пагонами. Фауна тварин в основному складалася з динозаврів, таких як теропод середнього розміру Fukuiraptor, малий орнітопод Fukuisaurus і гігантський зауропод Fukuititan. Менші динозаври та базові птахи, такі як Fukuivenator і Fukuipteryx, також співіснували з Symmetrolestes. Формація також зберігає скам'янілості крокодилів, що належать до групи Eusuchia, панцири черепах і останки доісторичних молюсків. Ще два ссавці з формації Кітадані залишаються неописаними. Формація Кітадані, ймовірно, була не посушливим середовищем, а більш вологим із звивистими річками. Вулканічні відкладення також були знайдені в пласті у вигляді туфів.